# روی اوانس
روی اوانس (انگلیسی: Roy Evans؛ زادهٔ ۴ اکتبر ۱۹۴۸) یک بازیکن فوتبال اهل انگلستان است.